# Reno Scum
Reno Scum é uma tag team de luta profissional formada por Adam Thornstowe e Luster The Legend. Eles são mais conhecidos por atuarem no circuito indepedente e atualmente trabalham para a Total Nonstop Action Wrestling (TNA). Eles também trabalharam para a Ring of Honor (ROH) e Global Force Wrestling. Apesar ser mais conhecida como uma dupla, a Reno Scum também já foi uma stable que incluiu, além de Luster e Thornstowe, Christina Von Eerie, Paul Isadora e Shane Dynasty.

## História

### Global Force Wrestling (2015–2017)
No dia 24 de julho de 2015, a Reno Scum fez a sua estreia na empresa de Jeff Jarrett Global Force Wrestling (GFW) onde eles participaram de um torneio para coroar os primeiros GFW Tag Team Champions. Nas quartas de final, eles derrotaram Los Luchas. Em 23 de outubro de 2015, a Reno Scum derrotou Tease 'N Sleaze (Jacob Austin Young e Joey Ryan) nas semifinais e na mesma noite avançaram para a final e foram derrotados pelos The Bollywood Boyz pelo GFW Tag Team Championship.

### Ring of Honor (2015–2016)
A Reno Scum fez sua estreia pela ROH em uma dark match do ROH 13th Anniversary Show, onde foram derrotados por Adam Page e Jimmy Jacobs. No dia 27 de fevereiro de 2016, a Reno Scum fez sua estreia televisiva na Ring of Honor, perdendo para os Campeões Mundiais de Duplas da ROH The Briscoe Brothers (Jay Briscoe e Mark Briscoe).

### Total Nonstop Action Wrestling (2017–presente)
Na edição do dia 9 de março do Impact Wrestling, a Reno Scum derrotou a DCC (Kingston e Bram) em sua luta de estreia na Total Nonstop Action Wrestling. No dia 19 de abril, a TNA anunciou que Adam Thornstowe sofreu uma lesão no bicep.

## No wrestling
- Movimentos de finalização
  - Adam Thornstowe
    - Frog splash[9]
    - Okie Killer (Diving double foot stomp)
    - Superkick

  - Luster the Legend
    - Heart punch
    - Double chickenwing
- Movimentos de finalização de dupla
  - Surfboard (Luster) / Diving double foot stomp (Thronstowe) combo
- Managers
  - Christina Von Eerie
- Temas de entrada
  - "The Pist Poor Anthem" por Resilience (Circuito indepedente; 24 de julho de 2015 – presente)
  - "Hate" por Dale Oliver[10] (Total Nonstop Action Wrestling; 9 de março de 2017 – presente)

## Títulos e prêmios
- All Pro Wrestling
  - APW Tag Team Championship (1 vez)[11]
  - APW Universal Heavyweight Championship (1 vez)[12] – Luster
- Future Stars of Wrestling
  - FSW Tag Team Championship (4 vezes, atuais)[13]
- Global Force Wrestling
  - GFW Women's Championship (1 vez) – Christina
  - GFW Women's Championship Tournament (2015)
- Supreme Pro Wrestling
  - SPW Tag Team Championship (2 vezes)[14]